# Grand Prix Togliatti na żużlu
Grand Prix Togliatti w sporcie żużlowym to zawody z cyklu żużlowego Grand Prix.

## Historia
Pierwsze zawody w ramach GP Rosji miały odbyć się podczas Grand Prix 2020 na stadionie im. Anatolija Stepanowa w Togliatti, zostały jednak odwołane z powodu pandemii koronawirusa. Reprezentanci Rosji, którzy w 2020 wywalczyli trzeci z rzędu tytuł Drużynowych Mistrzów Świata, nadal musieli czekać na rundę GP w swoim kraju.
Drugie podejście do GP Rosji miało miejsce rok później, w ramach Grand Prix 2021. Wówczas jedna z rund odbyła się w Togliatti, jednak w związku z wydaną przez Światową Agencję Antydopingową (WADA) i Sportowy Sąd Arbitrażowy (CAS) decyzją, dotyczącą zakazu używania symboli narodowych przez Rosję w zawodach sportowych rangi mistrzostw świata w latach 2021–2022, została ona finalnie zorganizowana jako GP Togliatti. Zwyciężył w niej Artiom Łaguta, drugie miejsce zajął Bartosz Zmarzlik, a  trzecie Anders Thomsen.
Kolejna runda w Rosji, tym razem jako GP MFR w Togliatti, miała odbyć się podczas Grand Prix 2022, jednak została odwołana z powodu inwazji Rosji na Ukrainę.

## Podium
| Sezon | Nr tur.        | Miejsce   | Stadion                  |               |                  |                |
| 2021  | 1 (250) wyniki | Togliatti | Anatoly Stepanov Stadion | Artiom Łaguta | Bartosz Zmarzlik | Anders Thomsen |

- Zwycięzcy

1x – Artiom Łaguta
- Finaliści

1x – Emil Sajfutdinow, Anders Thomsen, Bartosz Zmarzlik